# Acianthera octophrys
Acianthera octophrys é uma espécie de orquídea (Orchidaceae) originária do Brasil.

## Publicação e sinônimos
- Acianthera octophrys (Rchb.f.) Pridgeon & M.W.Chase, Lindleyana 16: 245 (2001).

Sinônimos homotípicos:
- Pleurothallis octophrys Rchb.f., Linnaea 41: 95 (1876).
- Specklinia octophrys (Rchb.f.) Luer, Monogr. Syst. Bot. Missouri Bot. Gard. 95: 262 (2004).

Sinônimos heterotípicos:
- Pleurothallis unguiculata Hoehne, Arch. Inst. Biol. Defesa Agric. 3: 32 (1929).
- Pleurobotryum unguiculatum (Hoehne) Hoehne, Bol. Mus. Nac. Rio de Janeiro 12(2): 28 (1936).